# Fredagen den 13:e del 4
Fredagen den 13:e del 4 är en amerikansk skräck/slasherfilm från 1984, i regi av Joseph Zito med Corey Feldman i en av huvudrollerna.

## Handling
Fredagen den 13:e del 4 tar vid där del tre slutade. Efter att ha vaknat till liv på bårhuset koncentrerar den maskerade mördaren sin hämndlystna uppmärksamhet på familjen Jarvis och en grupp hittills sorglösa tonåringar. Den unge Tommy Jarvis (Corey Feldman) är en hängiven skräckfilmsfantast med talang för masker och smink. Har den djävulske Jason slutligen mött sin överman?

## Tagline
Jason is back. And this is the one you've been screaming for.

## Om filmen
Tom Savini som gjort specialeffekterna i första filmen kom tillbaka mot löftet att få döda Jason. Karaktären Tommy Jarvis blev ett ungt "alter ego" till Tom Savini i filmen.

## Rollista i urval
- Ted White som Jason Voorhees
- Corey Feldman som Tommy Jarvis
- Kimberly Beck som Trisha 'Trish' Jarvis
- Crispin Glover som Jimmy
- Erich Anderson som Rob Dier
- Joan Freeman som Mrs. Jarvis
- Barbara Howard som Sara
- Lawrence Monoson som Ted